# استان صلاح‌الدین
استان صلاح‌الدین (به عربی: محافظة صلاح‌الدین) (به کردی: پارێزگای سەلاحەددین) یکی از استان‌های کشور عراق است و اکثریت جمعیت آن از اهل سنت هستند.

## تاریخچه
این استان را به نام صلاح‌الدین ایوبی از رهبران مسلمان کُردتبار مربوط به سده دوازدهم میلادی نامگذاری کرده‌اند.

## جغرافیا
مرکز این استان شهر تکریت است ولی شهر سامرا که به مراتب از تکریت بزرگ‌تر است، تا قبل از فروپاشی صدام مرکز این استان بود.

## مساحت و جمعیت
مساحت این استان ۲۴٬۷۵۱ کیلومتر مربع است و جمعیت آن در سال ۲۰۰۳ برابر با ۱٬۱۴۶٬۵۰۰ نفر بود.

## تقسیمات استانی

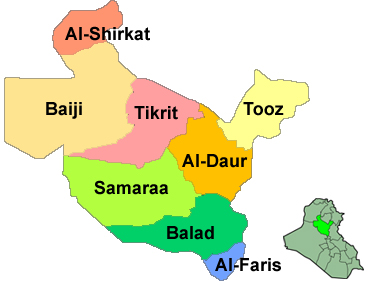

- الشرقاط
- سامرا
- الدور
- العوجه
- بلد
- بیجی
- تکریت
- دوز خورماتو
- دجيل